# 芸能 (2ちゃんねる・5ちゃんねるカテゴリ)
芸能は、匿名掲示板2ちゃんねる（2ちゃんねる (2ch.net)、2ちゃんねる (2ch.sc)、5ちゃんねる）のカテゴリの1つである。芸能に関する話題の板をまとめている。2002年までは芸能カテゴリというものはなく、芸能関係の板もすべてテレビ等カテゴリに属していた。

## 歴史
- 1999年6月12日 - 芸能有名人板新設
- 1999年7月 - ジャニーズ板新設
- 1999年8月7日 - 広末涼子板新設
- 1999年11月29日 - スマップ板新設
- 1999年12月14日 - お笑い芸人板新設
- 1999年12月18日 - モーニング娘。板新設
- 2000年1月3日 - アナウンサー板新設
- 2000年1月17日 - あみ＆あゆ板(当時は鈴木あみ板)新設
- 2000年3月4日 - Jr板新設
- 2000年4月3日 - 椎名林檎板新設
- 2000年12月13日 - モ娘(羊)板新設
- 2001年1月11日 - 海外芸能人板新設
- 2001年8月27日 - モ娘(羊)板閉鎖
- 2001年9月14日 - 広末涼子板閉鎖、モ娘(羊)板再開
- 2001年9月15日 - モ娘(鳩)板新設
- 2003年4月13日 - 男性アイドル板新設
- 2004年5月29日 - 懐かし芸能人板新設
- 2005年5月9日 - 男優板、女優板、U-15タレント板、女性アイドル板、Jr2板新設
- 2005年5月16日 - 男優板が男性俳優板に板名変更
- 2005年5月24日 - Jr2板が裏Jr板に板名変更
- 2006年6月7日 - 芸能有名人板が芸能板に板名変更
- 2006年7月28日 - Jr板がジャニーズ２板、裏Jr板がジャニーズJr板に板名変更
- 2007年9月12日 - 地下アイドル板新設
- 2010年10月3日 - ローカルアイドル板新設
- 2010年11月21日 - アジアエンタメ板新設
- 2014年7月5日 - ももクロ板新設

## 掲示板
22個の板からなる。（2014年7月現在）

### 芸能
日本国内の芸能界に関する話題を扱う板。1999年6月12日に芸能有名人板として新設され、2006年6月7日から芸能板に改称された。
芸人や俳優やアイドルなどの芸能人別のスレッドがたっている。ローカルルールでは原則として1芸能人・1グループにつき1スレッドのみで重複は禁止されている。
2010年3月3日、韓国ドメインからの2ちゃんねるへのサイバーテロ事件によってdubaiサーバーのハードディスクが2台とも故障し、全てのログを消失。

### 海外芸能人
外国の芸能人に関する話題を扱う板。

### アジアエンタメ
アジアの芸能人に関する話題を扱う板。

### 懐かし芸能人
現役ではない芸能人に関する話題を扱う板。

### 男性俳優
日本国内の男性の俳優に関する話題を扱う板。

### 女優
日本国内の現役女優に関する話題を扱う板。引退をした女優や活動休止期間の長い女優については、懐かし芸能人板で語ることが推奨されている。海外の女優については海外芸能人板、15歳以下の子役についてはU-15タレント板で扱う。
2010年3月3日に韓国ドメインからの2ちゃんねるへのサイバーテロ事件によってdubaiサーバーのハードディスクが2台とも故障し、全てのログを消失。

### U-15タレント
ジュニアアイドルや子役など15歳以下（U-15）の国内芸能人に関する話題を扱う板。
2010年3月3日に韓国ドメインからの2ちゃんねるへのサイバーテロ事件によってdubaiサーバーのハードディスクが2台とも故障し、全てのログを消失。
2023年3月に閉鎖された。

### お笑い芸人
お笑い芸人に関する話題を扱う板。

### アナウンサー
アナウンサーに関する話題を扱う板。アナウンサーについて語るための板で、所属は問わない。アナウンサー個人だけではなく、各地域のアナウンサーや受け持ち番組に関するスレッドなども存在している。

### あみ＆あゆ
鈴木亜美と浜崎あゆみに関する話題を扱う板。正式名称は「鈴木あみ＆浜崎あゆみ板＠2ch掲示板」。
鈴木亜美が事務所移籍問題で歌手活動が滞っている間は、鈴木亜美のスレよりも浜崎あゆみのスレが大部分を占めていた。鈴木亜美の写真集発売などが話題になるときに少し鈴木亜美のスレが増える程度であった。鈴木亜美が芸能活動を再開してからは、鈴木亜美のスレが若干増加している。
2010年3月3日に韓国ドメインからの2ちゃんねるへのサイバーテロ事件によってdubaiサーバーのハードディスクが2台とも故障し、全てのログを消失。

### 椎名林檎
椎名林檎に関する話題を扱う板。通称「林檎板」。正式名称は「椎名林檎＠2ch掲示板」である。
当初は前述のとおり椎名林檎のみを扱うことを目的として板が開設されたが、2004年に椎名が東京事変として活動していくことを発表したため、それ以降は一部東京事変に関する話題も扱われている。
なお盛り上がり方は時期により違うが、過去に板全体が活気付いたのは2003年のアルバム『加爾基 精液 栗ノ花』のリリース時など、主としてCD、DVDの発売時期や、月初めの黒猫堂会員限定メールマガジン「紅玉」の発行とそれに伴う新譜の発表、ライブツアー開催時である。
また東京事変結成後の2005年の夏に起きた、第一期東京事変のメンバーヒイズミマサユ機と昼海幹音の脱退騒動の時は、脱退を惜しむ二人のファンがスレを大量に立てた。
2006年に発表された、椎名が映画「さくらん」の音楽監督に就任したことに伴う一時的なソロ再活動の発表後、ソロ活動を待ち望んでいたファンで盛り上がった。

#### 板の歴史
2000年1月20日、芸能板に「椎名林檎はどう？」というスレが立ち、その後邦楽板に移住したが、ファン同士の不毛な争いをきっかけに邦楽板にて一時50個以上の椎名林檎のスレが立つ。住人から隔離板開設の要望が出され、運営側の協議の結果、2000年4月3日、隔離板「椎名林檎板」が開設され落ち着いた。
以下に、林檎板誕生の瞬間を記載する。
```
24 名前： ひろゆき＠管直人 投稿日： 2000/04/03(月) 14:58

http://2ch.server.ne.jp/2ch/apple/index2.html

椎名林檎ー
```

（出典：2ch批判要望板、椎名林檎板希望・ファイナルカット）
- 2000年4月3日 邦楽板から分割・隔離され、開設。
- 2003年11月 tv4サーバーに移転。
- 2004年4月 tv6サーバーに移転。
- 2005年6月 tv8サーバーに移転。
- 2006年11月 約3年ぶりの看板変更。9つの看板のローテーション。
- 2007年1月 tv10サーバーに移転。
- 2007年2月 tv11サーバーに移転。
- 2010年3月3日 - 韓国ドメインからの2ちゃんねるへのサイバーテロ事件によってdubaiサーバーのハードディスクが2台とも故障し、全てのログを消失。

### モ娘（羊）
モーニング娘。とハロー!プロジェクト関連（元メンバー、EE JUMP含む）の話題を扱う板。「愛の種板」の通称。モ娘(羊)板と略されることもある。
グループ・ユニット・メンバーごとのファンスレッドなど、概ね狼板と同じようなスレッドが立っているが狼板と比べるとアクセス数が少なく強制IDである（2ちゃんねるで最初の強制ID表示となった掲示板である）。モ娘(羊)板での現在の「名無し」はねえ、名乗ってである。過去には「名無し娘。」や「名無し募集中。。。」であったこともある。

#### 板名について
2001年9月以降の3板体制での正式名称は、「愛の種」だが、過去の正式名称であるモーニング娘。（羊）またはその略称であるモ娘（羊）の呼称が広く認知され使用されている。
ちなみに羊の由来は新約聖書「マタイによる福音書」第10章第161節による。
また、「愛の種」という名称はモーニング娘。のインディーズデビュー曲の曲名「愛の種」に由来する。

#### 板の歴史
- 2000年12月13日、狼板と羊板の二つに分割される。
- 2001年8月 いわゆる8月危機により廃止される。
- 2001年9月14日18時頃、羊に変わって愛の種板。が設立された。この前後に狼の後継板であるモーニングコーヒー板も復活し、ずるい女板（通称鳩板）が設立されたため以後現在まで3板体制となる。

### モ娘（鳩）
モーニング娘。とハロー!プロジェクト関連（元メンバー、EE JUMP含む）の話題を扱う板。正式名称は「ずるい女＠2ch掲示板」。モ娘(鳩)板と略されることもある。
グループ・ユニット・メンバーごとのファンスレッドなど、概ね狼板や羊板と同じようなスレッドが立っている。ハロプロ関連の板の中では最も荒れている。

### 男性アイドル
専用の板を持つジャニーズ事務所所属タレントを除いた男性アイドルに関する話題を扱う板。正式名称は「男性アイドル＠2ch掲示板」。
ジュノンボーイ・若手俳優・ダンスグループの個別ファンスレッドが大半を占めている。また女性からの人気が高いスポーツ選手や中年俳優など話題に上るのは男性アイドルに限らない。
2010年3月3日に韓国ドメインからの2ちゃんねるへのサイバーテロ事件によってdubaiサーバーのハードディスクが2台とも故障し、全てのログを消失。

### 女性アイドル
女性アイドルに関する話題を扱う板。芸能有名人板（現・芸能板）からの分割。引退をしたアイドルや活動休止期間の長いアイドルについては、懐かしアイドル板で語ることが推奨されている。
芸能有名人板時代に専用板が作られた鈴木あみ、浜崎あゆみ、椎名林檎、モーニング娘。を含むハロー!プロジェクト、分割後に専用板が作られたU-15アイドル、AKB48及び地下アイドルについてはローカルルールによってそれぞれの専用板で扱うということになっているが、実際はAKB48関連など他板と重複しているスレッドがある。

### ももクロ板
ももいろクローバーZを初めとするスターダストプロモーション所属の女性アイドルグループに関する話題を扱う板。

### 地下アイドル
ライブアイドル（地下アイドル）に関する話題を扱う板。2007年当時、芸能カテゴリには既に女性アイドル板が存在していたが、AKB48など地下アイドル関連のスレッドが増えたため、当時管理人であった西村博之の希望もあり2007年9月に女性アイドル板から分割する形で開設された。名目上はライブアイドルを扱っているが、実際は副題やフォルダ名からしてAKB48専用板であり、開設当初からAKB48関連のスレッドで埋め尽くされている。開設当初から携帯/PC識別符号すらない完全なIDのない板であったが、2011年7月10日から強制ID制になった。その影響により、強制ID制になる以前より書き込み数が半減した。

### ローカルアイドル板
ローカルアイドルに関する話題を扱う板。地下アイドル板の書き込み数が急激に増えたため板内にあるAKB48関連スレとSKE48関連スレで縄張り争いが勃発するようになり、AKB48とSKE48を板別で分割すべきとの議論が度々なされていた。またNMB48が誕生しさらなる縄張り争いが活発化することが予測されたため、厳密にはライブアイドルというよりローカルアイドルの色が強いSKE48とNMB48関連のスレを分離するため2010年9月に新板作成の依頼が運営に対してなされ、これに対し運営が作成を承諾し10月に誕生した。そのような経緯もあり、「ローカルアイドル板」という名前ではあるが、当初はSKE48とNMB48のスレがほとんどであった。一方で地下アイドルのdat落ち規制緩和などによりSKE48・NMB48共に地下アイドル板からの移行は鈍く、その後誕生したHKT48も地下アイドル中心で活動しており、現状はSKE48・NMB48・HKT48の避難所および非AKB系列のローカルアイドルの関連に使われている。

### ジャニーズ
2003年までにファンクラブが設立されているジャニーズ事務所のタレント(TOKIO、KinKi Kids、V6、嵐、タッキー&翼、近藤真彦、少年隊、岡本健一、内海光司、佐藤アツヒロ、その他ジャニーズのOB)に関する話題を扱う板。当初は全ジャニーズタレントが対象であったが、板の細分化やローカルルール変更に伴うスレッドの移設が行われている。

### スマップ
SMAPに関する話題を扱う板。もともとはジャニーズ板にスマップのスレッドがあったが、実際のジャニーズ事務所内の状況を反映してか、スマップについてはジャニーズ板設置当初から独立板新設かジャニーズ板残留かの議論が行われてジャニーズ板が荒れ、スマップファンが2ちゃんねる外に流出。結局利用者の間で結論が出ないまま運営によって板が新設されたという経緯を持つ。

### ジャニーズ２
2000年3月、ジャニーズJrに関する話題を扱う「Jr.板」として開設された。ジャニーズJrもジャニーズの話題であるが、ジャニーズ板においては少年隊、SMAP、TOKIO、V6、KinKi Kidsらを「デビュー組」と称し板の対象とする一方、ジャニーズJrについて「デビューしていない見習い集団」に過ぎなかったことから、「子供」と呼んで半人前扱いしており、ジャニーズ板にジャニーズJrのスレッドを立てることが憚られる状況が存在していた。このためロビーの「山Ｐ萌え男（やまぴーもえおとこ）」なる男性の固定ハンドルが板創設活動を行い、その結果板の設置に至っている。2000年3月の板設置当時、既に嵐はCDデビューしていたが、独立したファンクラブが無くJr扱いであるとしてこの板の対象であった。2001年に嵐のファンクラブが設立された際に嵐関連スレッドをジャニーズ板に移し、2002年にタッキー&翼がCDデビューしファンクラブが設立された際にタッキー&翼関連スレッドもジャニーズ板に移した。その後2003年から2006年にかけてNEWS、関ジャニ∞、KAT-TUNもCDデビューしたが、デビューしたユニットを次々にジャニーズ板に移設した場合、ジャニーズ板の対象が多くなり過ぎるとしてスレッド移設は行わず、これらのユニット関連のスレッドはこの板に留まった。2005年5月9日にJr2板（裏Jr板）が新設され、ジャニーズJrに関する話題を扱う板が2つある状態となったが、2006年にローカルルールを改めて板の対象を明確化、2003年以降にCDデビューしジャニーズWEBに独立カテゴリーが設けられたユニット・個人タレント(NEWS、関ジャニ∞、KAT-TUN、Hey! Say! JUMPなど。ユニットから脱退またはユニットが解散しても各タレントがジャニーズJrに戻るわけではないので関連スレッドは移動しない)に関する話題を扱う「ジャニーズ２板」とし、ジャニーズJrについては裏Jr板（ジャニーズJrに改称）で扱うこととなった。この際ジャニーズ２板の名無しの名前を裏Jr板と同じ「ユーは名無しネ」から「ユー＆名無しネ」に変更している。2014年、なんJ民に乗っ取られ植民地化した。

### ジャニーズJr
ジャニーズJr板はジャニーズ事務所に所属するタレントのうちジャニーズJr.に関する話題を扱う板。正式名称は「ジャニーズJr＠2ch掲示板」である。2007年にHey! Say! JUMP、2008年にA.B.C-Z、2011年にKis-My-Ft2・Sexy Zone、2014年にジャニーズWESTとほとんどのジャニーズJr.がCDデビューし、関連スレッドがジャニーズ２板に移動した。このためこの板の目立った対象者がいなくなり、過疎化が進行。AKB48関係など無関係のスレッドが乱立していたが、その後概ねジャニーズJrの話題に回帰している。

#### 板の歴史
- 2005年5月9日 - Jr2板として新設
- 2005年5月24日 - Jr2板が裏Jr板に板名変更
- 2006年7月28日 - 裏Jr板がジャニーズJr板に板名変更
- 2010年3月3日 - 韓国ドメインからの2ちゃんねるへのサイバーテロ事件によってdubaiサーバーのハードディスクが2台とも故障し、全てのログを消失。